# 徐志义
徐志义（1940年1月—），男，浙江慈溪人，中国电影事业家，曾任上海影视集团公司副总经理、上海科学教育电影制片厂厂长，中国电影家协会理事。